# Německá jižní Morava
Německá jižní Morava (německy Deutschsüdmähren) byla jedna z oblastí státu Německé Rakousko, jednostranně vyhlášeného rakouskými Němci po skončení první světové války. Nacházela se na jižní a jihozápadní Moravě (s přesahem do historických Čech), podél dnešní česko-rakouské hranice. Ze správního pohledu patřila (měla patřit) pod provincii Dolní Rakousy. Na konci roku 1918 bylo její území obsazeno českými vojenskými jednotkami. Saint-Germainská smlouva potvrdila příslušnost oblasti k Československu.
Krajským hejtmanem oblasti byl do 20. listopadu 1918 Oskar Teufel, pak hrabě Hieronymus Oldofredi. Největším městem bylo Znojmo, dalšími středisky byly Mikulov, Pohořelice nebo Slavonice.

## Další historie
Území Německé jižní Moravy se později stalo součástí československého pohraničí odstoupeného roku 1938 Německu a bylo začleněno do říšské župy Niederdonau (historicky Dolní Rakousy). Roku 1945 bylo opět vráceno Československu a zdejší Němci, kteří tu do té doby tvořili většinu obyvatel, byli vesměs vysídleni.
Administrativně dnes území náleží převážně do Jihomoravského kraje (části okresů Znojmo, Brno-venkov, Břeclav), západní část do Jihočeského (část okresu Jindřichův Hradec).